# Normal (loja)
A Normal é uma cadeia dinamarquesa de lojas de variedades a preços económicos que vende nomeadamente produtos alimentares e de higiene pessoal. Foi fundada por Torben Mouritsen e Bo Kristensen em 2013, com a primeira loja em Silkeborg, na Dinamarca. A empresa está presente na Dinamarca, Espanha, Finlândia, França, Noruega, Países Baixos, Portugal e Suécia.

## História
A primeira loja da Normal abriu a 6 de abril de 2013 em Silkeborg. Em 2015, já tinham 9 lojas. Em 10 de maio de 2017, a cadeia anunciou que iria abrir as suas duas primeiras lojas fora da Dinamarca, em Kristiansand, na Noruega.
A cadeia é um híbrido entre uma mercearia e uma loja de cuidados pessoais mas optaram por não se designar como supermercado. De acordo com os fundadores, perto de 80% dos clientes são mulheres.
Anders Holch Povlsen, dono da Bestseller, é o principal acionista com uma participação de 71,29% através da sua própria empresa de investimento Heartland A/S.

## Em Portugal
A Normal chegou a Portugal a 28 de outubro de 2022 com o seu primeiro armazém no centro comercial Alegro Sintra, em Rio de Mouro, a nível total da empresa foi a 424.ª loja. A firma está presente em várias cidades do país: Amadora, Aveiro, Barcelos, Barreiro, Braga, Bragança, Castelo Branco, Coimbra, Guimarães, Leiria, Lisboa, Loulé, Loures, Paços de Ferreira, Portimão, Porto, Santarém, São João da Madeira, Seixal, Setúbal, Sintra, Tavira, Torres Novas, Vila Nova de Gaia, Vila Real e Viseu.